# Bert Rebhandl
Bert Rebhandl (* 1964 in Kirchdorf an der Krems, Oberösterreich) ist ein österreichischer Journalist mit Schwerpunkt Film.

## Leben
Bert Rebhandl studierte Germanistik, Philosophie und Katholische Theologie und ist als Filmkritiker und Sachbuchautor tätig. Rebhandl schreibt als freier Journalist in verschiedenen Tageszeitungen wie in der FAZ, dem Standard, und tip Berlin. Er ist Mitbegründer und Mitherausgeber der Zeitschrift CARGO Film Medien Kultur. Weiters ist er Autor von Buchbeiträgen und Büchern. Rebhandl lebt in Berlin-Kreuzberg. Der Wiener Autor und Reporter Manfred Rebhandl ist sein Bruder.

## Publikationen
- Seinfeld. Diaphanes, Zürich 2012, ISBN 978-3-03734-206-0.
- als Herausgeber: Western: Genre und Geschichte. Zsolnay, Wien 2007, ISBN 978-3-552-05380-9, Inhaltsverzeichnis.
- Orson Welles, Genie im Labyrinth. Zsolnay, Wien 2005, ISBN 978-3-552-05341-0.
- Der dritte Mann: die Neuentdeckung eines Filmklassikers, Czernin Verlag, Wien 2019, ISBN 978-3-7076-0677-5.
- Jean-Luc Godard. Der permanente Revolutionär, Zsolnay Verlag, Wien 2020, ISBN 978-3-552-07209-1.
- Ein echter Wiener geht nicht unter. Familie Sackbauer und Österreichs Aufbruch in die Moderne, Zsolnay Verlag, Wien 2025, ISBN 978-3-7076-0870-0.

## Hörspiele und Features
- 2015: Thomas von Steinaecker: Orson Welles. Ein Puzzle – Regie: Claudia Kattanek (Feature – DLF)